# Christliche Verlagsanstalt Konstanz
Die Christliche Verlagsanstalt Konstanz war ein 1933 durch die Verlagsbuchhandlung des Erziehungsvereins gegründeter christlicher Buchverlag mit Sitz in Konstanz am Bodensee und Nachfolgerin des 1892 gegründeten Carl Hirsch Verlages.
Wichtigste Buchreihe neben vielen geringpreisigen Kleinpublikationen für ein großes Massenpublikum war im Bereich der Jugendliteratur der Konstanzer Jugendschatz mit mehreren Dutzend Titeln. Eine Wiederauflage des Konstanzer Jugendschatzes, auch unter den Bezeichnungen Jugendfreude und Konstanzer Jugend Hefte, erfolgte unmittelbar nach Ende des Zweiten Weltkrieges.
In den 1930er Jahren wurde die Reihe Am frischen Quell. Erzählungen für die Jugend publiziert wie auch die Reihe Kleine Geschichten in großem Druck mit Texten von  Ottilie Wildermuth.
1995 erfolgte eine rechtliche Integration in die Neukirchener Verlagsgesellschaft.